# السر في بير (فلم)
السر في بير فيلم كوميدي مصري لعام 1952 من إخراج وسيناريو حسن حلمي، عن قصة المهندس محمد رحمي، وحوار عبد الفتاح السيد. الفيلم من بطولة محمد كمال المصري (شرفنطح)، وإلياس مؤدب، ومحمود شكوكو، وتدور الأحداث حول الثري الذي تهرب ابنته قبل زواجها فيقوم بتكليف مكتب متخصص كي يتحرَّى عن مكان هروب الفتاة.
صدر الفيلم إلى دور العرض المصرية في 19 يناير 1953.
منح موقع قاعدة بيانات الأفلام العربية «السينما.كوم» الفيلم درجة 5.6/ 10.

## طاقم التمثيل
محمد كمال المصري (شرفنطح): في دور لقمان الحصان.
إلياس مؤدب: في دور نعسان الحنش.
محمود شكوكو: في دور منشار أبو لحاف.
سميحة توفيق: في دور الراقصة كهرمان.
لطفي الحكيم: في دور فنجري بك المجوز.
محمد الديب: في دور لطفي بك الذوق.
سميحة أيوب: في دور إخلاص هانم الذوق.
محمود إسماعيل: في دور شريف (زعيم عصابة التزييف).
وداد حمدي: في دور ستهم (الخادمة).
عبد المنعم إسماعيل: في دور المعلم شطارة (مالك البيت).
فتحية علي: في دور تفيده هانم (حرم المعلم شطارة).
أحمد الحداد: في دور المعلم عاشور (مالك محل الفراشة).
بالاشتراك مع: صلاح نظمي – محمد شوقي – عبد الغني النجدي – عبد المنعم سيد تجا – رشاد حامد – محسن حسنين – علي كامل – أحمد عامر – محمد أبو السعود – محمد شرابي – عبد العظيم كامل – عبد المنعم بسيوني – أنور زكي – جينا (راقصة) – محمد صلاح (غناء) – ماجدة أمير (غناء).

## عن طاقم التمثيل
عبد الغني النجدي (1915 – 1980): شارك في كتابة أغاني الفيلم، وعرف عنه أنه كان يؤلف النكات والمنلوجات ويبيعها لكبار نجوم الكوميديا مثل إسماعيل يس وشكوكو بمبلغ جنيه واحد. مساحة دورة صغيرة ولكنه، كعادته، يؤدي الأدوار الصغيرة ذات المساحات المحدودة، ويترك بصمة لا تنمحي في تاريخ الفن المصري، حيث بدأت مسيرته الفنية بدور صغير في فيلم علي بابا والأربعين حرامي عام 1942، لكن الفيلم الذي لفت الأنظار إليه كان شارع محمد علي عام 1944. كانت حصيلة مشواره الفني 387 بين فيلم ومسلسل، وقام خمسة مرات بكتابة سيناريو وحوار أفلام، كما قام بكتابة موسيقى لفيلم «شادية الجبل» عام 1964، وشارك في فيلم واحد خارج مصر، وهو الفيلم التركي "عمر سائح من الجزيرة العربية - مغامرات في إسطنبول" عام 1969.

## أحداث الفيلم
يتزوج الثري البخيل فنجرى بك المجوز (لطفى الحكيم) رجل ثري بخيل، وهو الرجل المسن، بعد وفاة زوجته الأولى، ويتزوج من الشابة إخلاص هانم الذوق (سميحة أيوب) والتى كانت تطمع في ثروته، وتسيطر عليه بشبابها وتبتزه، ولكي تحصل على كل ثروته بعد وفاته، تجبره على تزويج إبنته الوحيدة نادية (ماجدة أمير)، من شقيقها المستهتر لطيف بك الذوق (محمد الديب) والذي كان متورطاً بالعمل مع عصابة لتزييف النقود. كانت نادية تحب الشاب فخرى (محمد صلاح)، الذي يعمل مطرباً في أحد الكباريهات، ولذلك تتفق مع الخادمة ستهم (وداد حمدى) لمساعدتها على الهرب يوم عقد قرانها، والإدعاء أنها قد تم خطفها، وتكتب بقلم أحمر الشفاة، على المرآة العبارة التالية " اختطفنا ناديه وننذر فخري بك بأن أي محاولة للعثور عليها، أو إبلاغ البوليس ستكون العاقبة وخيمة جداً " إمضاء عصابة الجن الأحمر". يسقط في يد فخري بك، الذي اقترح عليه صديقه مهزوز (محمد شوقى) اللجوء لأحد مكاتب التحري، ويسلمه إعلان لمكتبهم يقول: أوكازيون هائل وبشرى عظيمة مكتب الأبحاث الخصوصية لمكافحة الأونطجية والبلطجية وخفة اليد، إدارة الأستاذ الجهبز لقمان حصان، شعارنا السر في بير، العنوان 707 شارع الزنفلي عزب الزنفلي. يتوجه فخري بك للعنوان حيث يقابل الأستاذ لقمان الحصان (شرفنطح) ومساعده الأول منشار أبو لحاف (محمود شكوكو) ومساعده الثانى نعسان الحنش (إلياس مؤدب)، ويفاوضهم على العثور على إبنته مقابل 60 جنيه، يدفع منهم 3 جنيه عربون، ليبدأ مكتب الأبحاث تحرياته لمعرفة مكان نادية. يعاين رجال المكتب غرفة الفتاة، وفي المطبخ يتعرفون على ستهم التي انجذبت لمنشار أبو لحاف، وتحاول تضليلهم لإبعادهم عن نادية. يصدم فريق المكتب، في الطريق، بزعيم عصابة التزييف شريف (محمود إسماعيل)، وتتبدل حقيبتهم وبها بعض أدوات أبحاثهم، بحقيبة شريف وبها الأموال المزيفة. يخشى الفريق من شريف الذي يطاردهم، ثم يختبئون في سيارة أمام مكتب مأذون. يتضح أن السيارة تخص المطرب فخرى، الذي هربت معه نادية، وتزوجته، والذي يعمل في كباريه يديره زعيم العصابة شريف. لم يكن أعضاء المكتب شكل ناديه، ولذلك لم يتعرفوا عليها عند رؤيتها بصحبة زوجها فخرى. كانت راقصة الكباريه كهرمان (سميحة توفيق) تحب فخرى، ولكنه كان منشغلاً عنها بزوجته نادية، وتسمع كهرمان من طرف خفي، أن نادية قد خدعت والدها الثرى، بادعائها أن عصابة الجن الأحمر قد خطفتها، كي يستغل شريف الموقف، ويطلب باسم عصابة الجن الأحمر 5 آلاف جنيه من فنجرى بك المجوز، لإعادة ابنته نادية، وعندما يكتشف مكتب الأبحاث حقيبة النقود معهم، يتفاوضون مع عصابة شريف على دفع الفدية، لإسترداد نادية المخطوفة. يكتشف شريف أن الأموال مزيفة، وأنها أمواله المفقودة، فيستدرج ثلاثي مكتب الأبحاث، لوكر العصابة ببدروم الكباريه، ولكنهم يستطيعون التغلب على العصابة، ويحررون نادية من الأسر، ويطلبون منها الإسراع بإبلاغ الشرطة، بعد ان يتمكنوا من حجز العصابة وزعيمها ببدروم تزييف النقود. تصل الشرطة للقبض على العصابة، وتحصل على حقيبة الأموال المزيفة من مكتب الأبحاث. يكتشف ثلاثي المكتب ان البنك الدولى قد أعد مكافأة 5 آلاف جنيه، لمن يقبض على عصابة التزييف، كما يكتشف فنجري بك المجوز خداع زوجته إخلاص له، بعد القبض على أخيها لطيف بك الذوق، ضمن عصابة التزييف، فيقوم بتطليقها والتخلص من طمعها وابتزازها له، ويرضى عن زواج إبنته نادية من المطرب فخري، ويمنح فريق الأبحاث، مكافأة خاصة، ويتزوج منشار أبو لحاف من الخادمة ستهم.

## أغاني الفيلم
ألحان: محمود الشريف - محمد صلاح (لحن السامبا).
الموسيقى التصويرية: بيبي ألمانزا.
كلمات: بيرم التونسي - جليل البنداري - ابن الليل - عبد الغني النجدي.
غناء: محمد صلاح - ماجدة أمير.
يا ستهم: (محاورة) محمود شكوكو ووداد حمدي
يا هنايا وفرحتى بقيت من قسمتى: غناء محمد صلاح، وماجدة أمير (مع محمود شكوكو - شرفنطح - إلياس مؤدب)، ألحان محمود الشريف.
أوبريت سلطان البرين: غناء محمد صلاح، وماجدة أمير، ألحان محمود الشريف.
شرلوك هولمز مين واحنا موجودين: غناء (شرفنطح – شكوكو – إلياس مؤدب).
إملا لي بإيدك كاس نسينى كلام الناس: غناء محمد صلاح ـ ماجدة أمير.
الاسم كهرمان والشوق من عندنا: غناء محمد صلاح.
سكيج قصير - احنا معروفين.

## وصلات خارجية
- مقالات تستعمل روابط فنية بلا صلة مع ويكي بيانات
- السر في بير على موقع دهليز
- السر في بير على موقع كاروهات
- السر في بير على موقع كاروهات
- السر في بير على موقع ستارتايمز